# Cameron Humphreys
Cameron Lisceous Humphreys-Grant, noto semplicemente come Cameron Humphreys (Manchester, 22 agosto 1998), è un calciatore inglese, difensore del Rotherham Utd.

## Caratteristiche tecniche
È un difensore centrale.

## Carriera

### Club
Cresciuto nel settore giovanile del Manchester City, debutta in prima squadra il 30 gennaio 2016 in occasione dell'incontro di Coppa di lega vinto 4-0 contro l'Aston Villa. Nel luglio 2019 viene ceduto a titolo definitivo allo Zulte Waregem.

### Nazionale
Ha giocato nelle nazionali giovanili inglesi Under-16, Under-17, Under-18 ed Under-19.

## Statistiche
Statistiche aggiornate al 27 dicembre 2024.

### Presenze e reti nei club
| Stagione         | Squadra          | Campionato       | Campionato | Campionato | Coppe nazionali | Coppe nazionali | Coppe nazionali | Coppe continentali | Coppe continentali | Coppe continentali | Altre coppe | Altre coppe | Altre coppe | Totale | Totale | Totale |
| Stagione         | Squadra          | Comp             | Pres       | Reti       | Comp            | Pres            | Reti            | Comp               | Pres               | Reti               | Comp        | Pres        | Reti        | Pres   | Reti   |        |
| ---------------- | ---------------- | ---------------- | ---------- | ---------- | --------------- | --------------- | --------------- | ------------------ | ------------------ | ------------------ | ----------- | ----------- | ----------- | ------ | ------ | ------ |
| 2015-2016        | Manchester City  | PL               | 0          | 0          | FACup+CdL       | 0+2             | 0               |                    | -                  | -                  |             | -           | -           | 2      | 0      |        |
| 2019-gen. 2020   | Zulte Waregem    | D1               | 3          | 0          | CB              | 0               | 0               |                    | -                  | -                  |             | -           | -           | 3      | 0      |        |
| gen.-giu. 2020   | Excelsior        | 1D               | 3          | 0          | CO              | 0               | 0               |                    | -                  | -                  |             | -           | -           | 3      | 0      |        |
| 2020-2021        | Zulte Waregem    | D1               | 26         | 0          | CB              | 1               | 0               |                    | -                  | -                  |             | -           | -           | 27     | 0      |        |
| 2021-2022        | Zulte Waregem    | D1               | 26         | 0          | CB              | 2               | 0               |                    | -                  | -                  |             | -           | -           | 28     | 0      |        |
| Totale carriera  | Totale carriera  | Totale carriera  | 55         | 0          |                 | 3               | 0               |                    | -                  | -                  |             | -           | -           | 58     | 0      |        |
| 2022-2023        | Rotherham Utd    | FLC              | 38         | 0          | FACup+CdL       | 1+1             | 0+0             |                    | -                  | -                  |             | -           | -           | 40     | 0      |        |
| 2023-2024        | Rotherham Utd    | FLC              | 25         | 0          | FACup+CdL       | 0+2             | 0+0             |                    | -                  | -                  |             | -           | -           | 27     | 0      |        |
| 2024-2025        | Rotherham Utd    | FL1              | 18         | 1          | FACup+CdL       | 1+1             | 0+0             |                    | -                  | -                  | EFL         | 2           | 0           | 22     | 1      |        |
| Totale Rotherham | Totale Rotherham | Totale Rotherham | 81         | 1          |                 | 6               | 0               |                    | -                  | -                  |             | 2           | 0           | 89     | 1      |        |
| Totale carriera  | Totale carriera  | Totale carriera  | 139        | 1          |                 | 11              | 0               |                    | -                  | -                  |             | 2           | 0           | 152    | 1      |        |